# Acrocercops brochogramma
Acrocercops brochogramma là một loài bướm đêm thuộc họ Gracillariidae. Nó được tìm thấy ở Guadalcanal ở quần đảo Solomon, cũng như Ấn Độ và Sri Lanka. Ấu trùng ăn một loài chưa xác định của Hibiscus.